# 栂坂バイパス

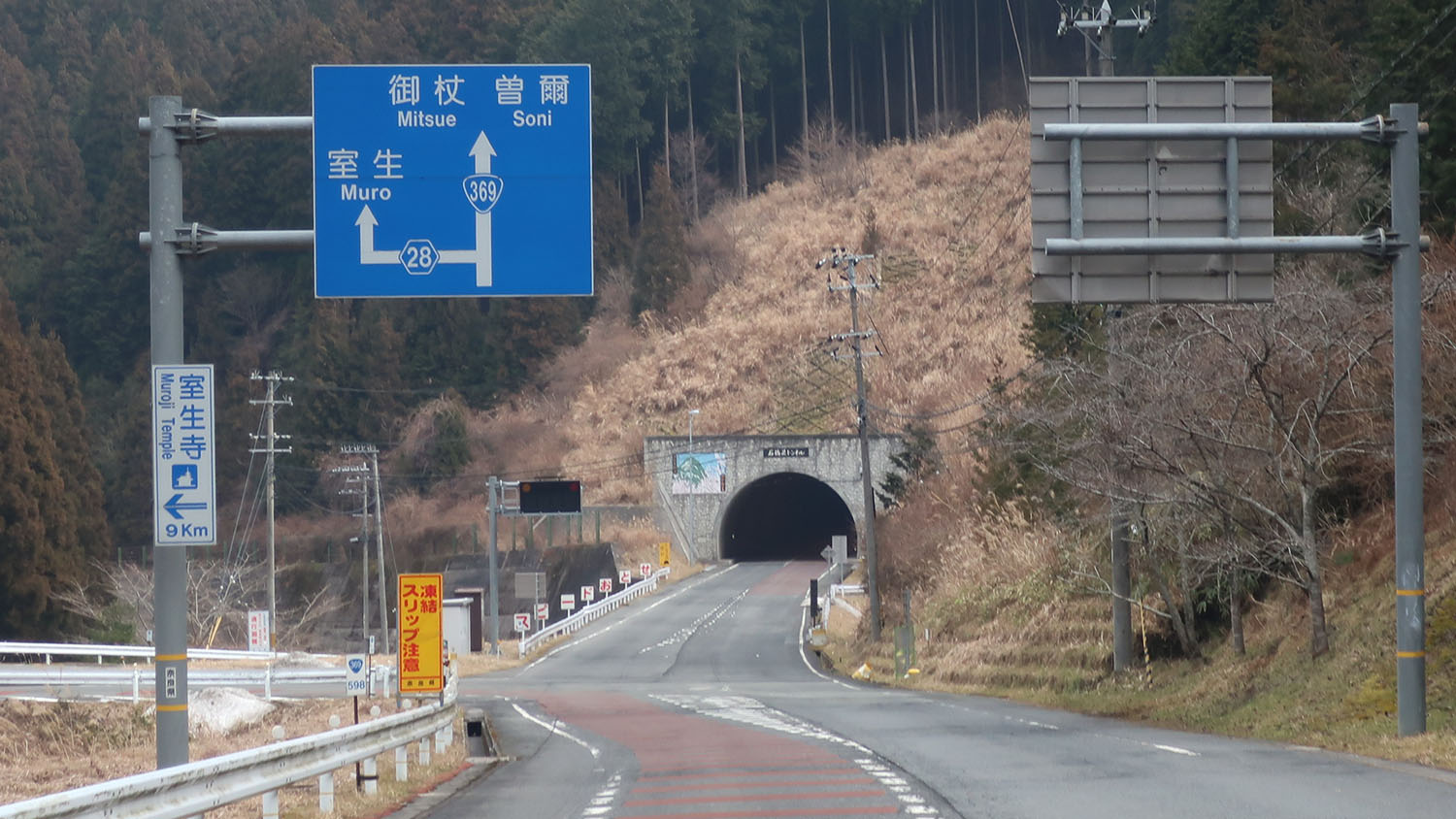
石楠花トンネル付近
奈良県宇陀市室生田口元上田口

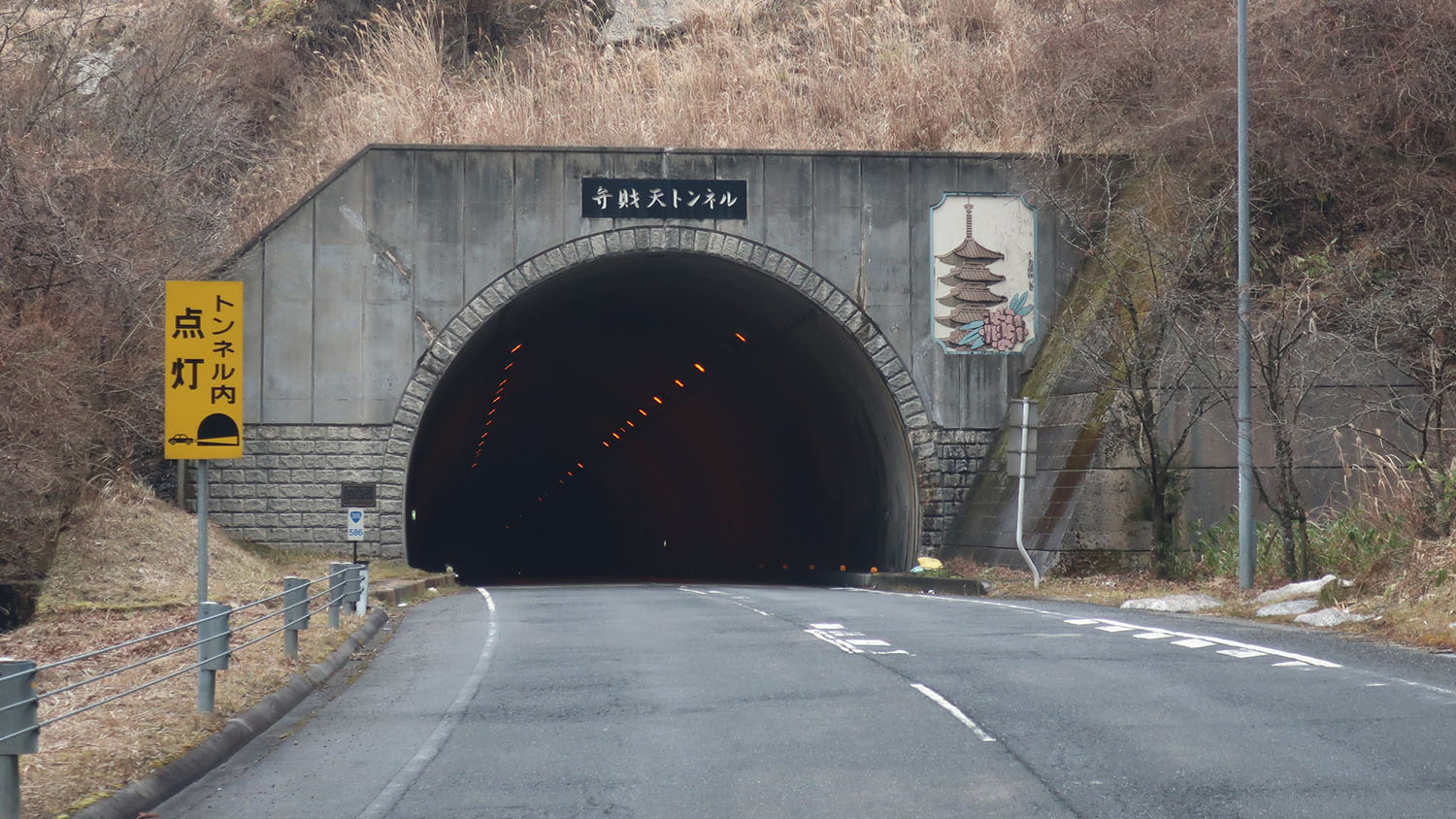
弁財天トンネル
奈良県宇陀市榛原内牧

栂坂バイパス（とがさかバイパス）は、奈良県宇陀市と宇陀郡曽爾村とを結ぶ国道369号のバイパスである。

## 概要
バイパス完成以前は栂坂峠(北緯34度29分09秒 東経136度04分06秒 / 北緯34.48574度 東経136.06830度)を越えなければならなかった。なお、市村境は栂坂トンネル内になる。

### 路線データ
- 路線名 : 国道369号
- 起点 : 奈良県宇陀市
- 終点 : 奈良県宇陀郡曽爾村
- 全線開通日：2006年8月4日
- 全長：4,520m
- 事業主体者：国土交通省、奈良県
- 施工者：奥村組、淺沼組、森本組、矢作建設工業、鴻池組、日本国土開発、伯龍組、飛島建設、村本建設、森組

## 主なトンネル
始点側（西側）より
- 弁財天トンネル（べんざいてん） - 延長923m、2004年12月開通
- 石楠花トンネル（しゃくなげ） - 延長430m、2006年3月開通
- 栂坂トンネル（とがさか） - 延長1,827m、2006年4月開通

弁財天トンネルは「開路トンネル」として開通し、残りの2つのトンネルより早く供用を開始した。残りのトンネルが開通しバイパスが完成すると「弁財天トンネル」と改名する。現在もその名残として、国土地理院地図や当該トンネルの銘板には「開路トンネル」と記されている。なお、トンネル名の「開路」は、明治時代に現在の石楠花トンネル付近に隧道が開通し、この地域が「開路」と呼ばれていたことに由来する。この隧道を通るルートは現在の川沿いを進む旧道が開通すると放棄された（室生村史）。また「弁財天」と「石楠花」の由来は、弁財天トンネル間の旧道途中にある「弁財天石楠花の丘」からと思われる。